# Rosemarie Warth
Rosemarie Warth (* 1965 in Bad Waldsee) ist eine deutsche Komikerin und Kabarettistin.

## Leben
Von 1983 bis 1989 studierte Warth am College of Performing Arts in Philadelphia, absolvierte in New York eine zweijährige Tanzausbildung und war in Köln bei Tanzprojekten von James Saunders beteiligt.
1989 begann Warths Karriere als Tuba spielende „Clownin“ beim Clownstrio Extra Nix, das u. a. auf dem Charlie Rivel Memorial in Barcelona mit dem Spezialpreis der Jury ausgezeichnet wurde. Seit 1990 ist sie auch mit Soloprogrammen und als Moderatorin unterwegs. Sie gastiert regelmäßig im GOP Varieté-Theater Hannover, im Starclub in Kassel und im Varieté Pegasus in Bensheim. Seit 1992 ist Warth festes Mitglied im Ensemble des Heidelberger Zungenschlags, das u. a. regelmäßig eine Radioshow produziert. Im Jahr 2015 wurde sie mit dem Kleinkunstpreis Baden-Württemberg ausgezeichnet.
Warth stammt aus Bad Waldsee in Oberschwaben und lebt in Heidelberg.

## Bühnenfigur
Auf der Bühne tritt Rosemarie Warth als „Rosemie“ oder „Frau Warth“ auf und präsentiert eine Mischung aus Comedy, Tanz und Musik. In ihrer Rolle als verklemmte Schwäbin „treibt sie die strenge Schönheit und den unerbittlichen Drill des Klassischen Balletts überspitzt auf die Spitze, kontrastiert Haltung und gekonnte Beinarbeit mit Gesichtsentgleisungen hinter dicken Brillengläsern. Die Gradwanderung zwischen Können und Komik vollzieht sich haarscharf.“ Ihr aktuelles Soloprogramm heißt „Sonst nix“.

## Auszeichnungen
- 2015: Kleinkunstpreis Baden-Württemberg
- 2020: Bonndorfer Löwe[4]